# Ercole Olgeni
Ercole Olgeni (Venetië, 11 december 1883 - Venetië, 14 juli 1947) was een Italiaans roeier. Olgeni maakte zijn Olympisch debuut tijdens de Olympische Zomerspelen 1920 en won samen met Giovanni Scatturin en Guido de Filip als stuurman de gouden medaille in de twee-met-stuurman. Samen met Giovanni Scatturin en Gino Sopracordevole als stuurman bleven ze tijdens de Olympische Zomerspelen 1924 één tiende van de gouden medaille verwijderd en wonnen de zilveren medaille.

## Resultaten
- Olympische Zomerspelen 1920 in Antwerpen  in de twee-met-stuurman
- Olympische Zomerspelen 1924 in Parijs   in de twee-met-stuurman

1900: François Brandt & Roelof Klein ·
1920: Ercole Olgeni & Giovanni Scatturin & Guido de Filip ·
1924: Édouard Candeveau & Alfred Felber & Émile Lachapelle ·
1928: Hans Schöchlin & Karl Schöchlin & Hans Bourquin ·
1932: Joseph Schauers & Charles Kieffer & Edward Jennings ·
1936: Gerhard Gustmann & Herbert Adamski & Dieter Arend ·
1948: Finn Pedersen & Tage Henriksen & Carl Ebbe Andersen ·
1952: Raymond Salles & Gaston Mercier & Bernard Malivoire ·
1956: Arthur Ayrault & Conn Findlay & Armin Kurt Seiffert ·
1960: Bernhard Knubel & Heinz Renneberg & Klaus Zerta ·
1964: Edward Ferry & Conn Findlay & Henry Kent Mitchell ·
1968: Primo Baran & Renzo Sambo & Bruno Cipolla ·
1972: Wolfgang Gunkel & Jörg Lucke & Klaus-Dieter Neubert ·
1976: Harald Jährling & Friedrich-Wilhelm Ulrich & Georg Spohr ·
1980: Harald Jährling & Friedrich-Wilhelm Ulrich & Georg Spohr ·
1984: Carmine Abbagnale & Giuseppe Abbagnale & Giuseppe Di Capua ·
1988: Carmine Abbagnale & Giuseppe Abbagnale & Giuseppe Di Capua ·
1992: Jonathan Searle & Gregory Searle & Garry Herbert